# Biserica de lemn din Cireșu, Vâlcea

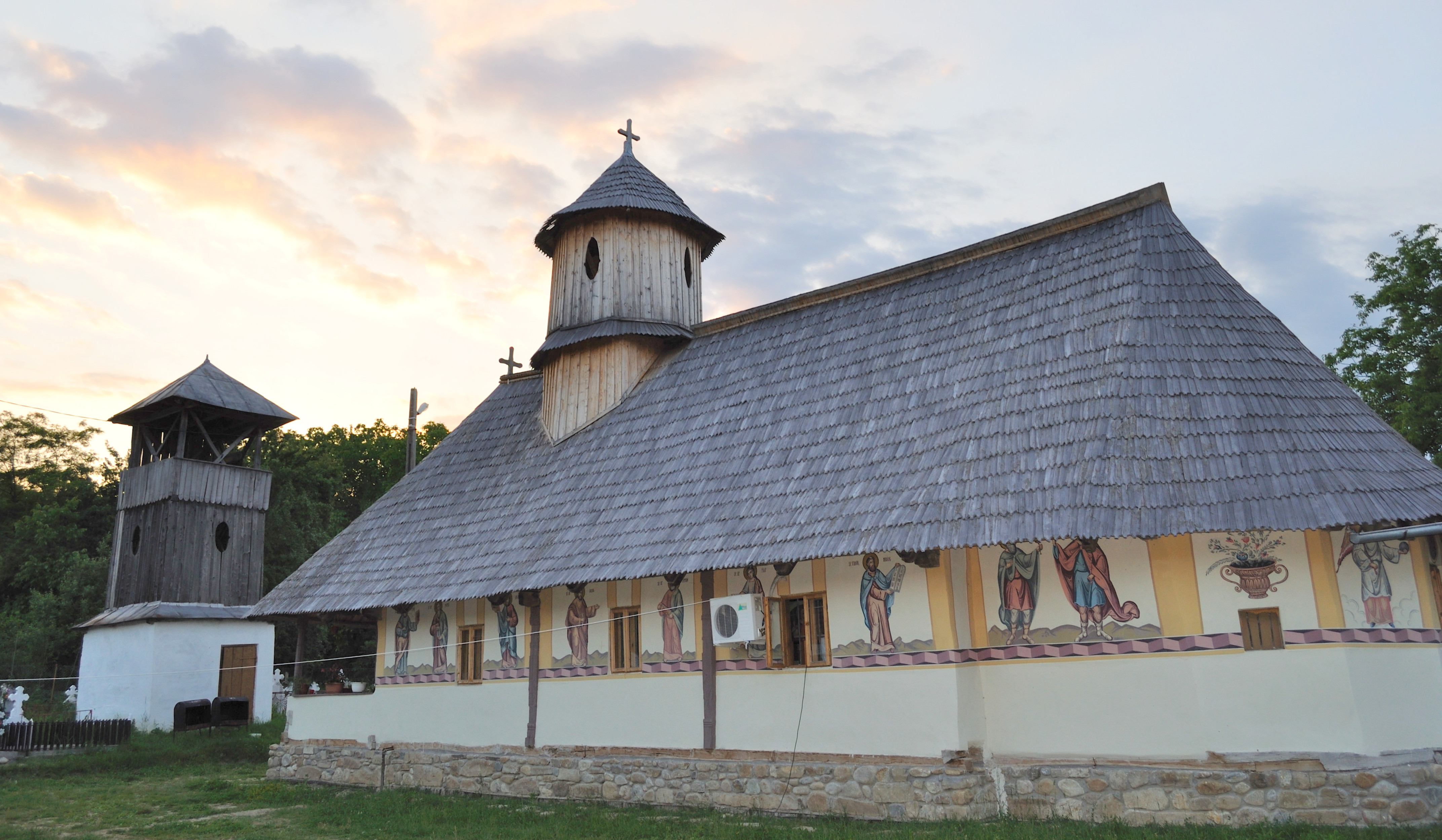
Biserica de lemn „Intrarea în Biserică” din Cireșu, judeţul Vâlcea, foto: iunie 2010.

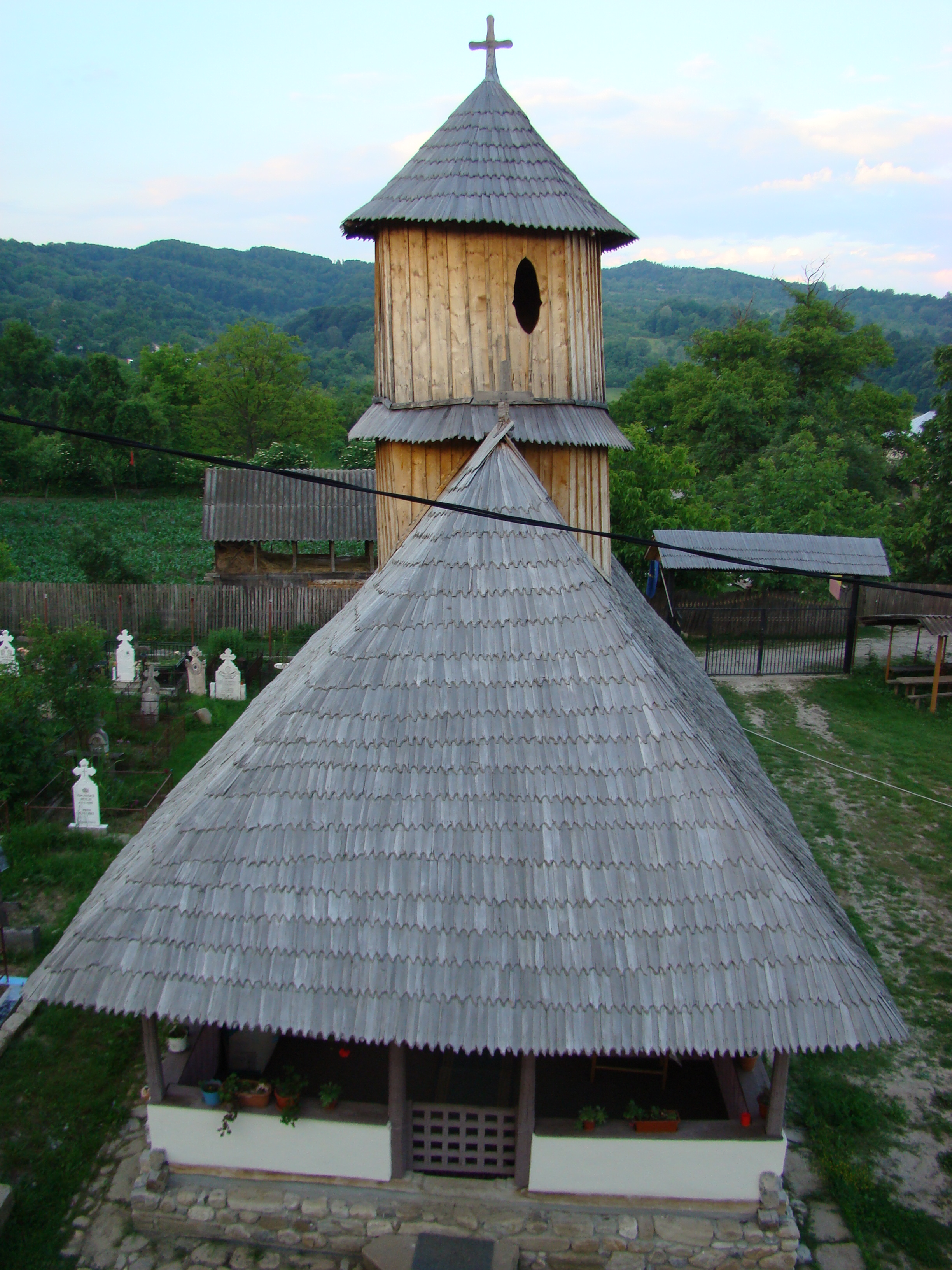
Biserica (vest)

Biserica de lemn din Cireșu, comuna Stroești, județul Vâlcea, a fost construită în 1782. Are hramul „Intrarea în Biserică"”. Biserica se află pe noua listă a monumentelor istorice sub codul LMI:  VL-II-m-B-09720.

## Galerie de imagini

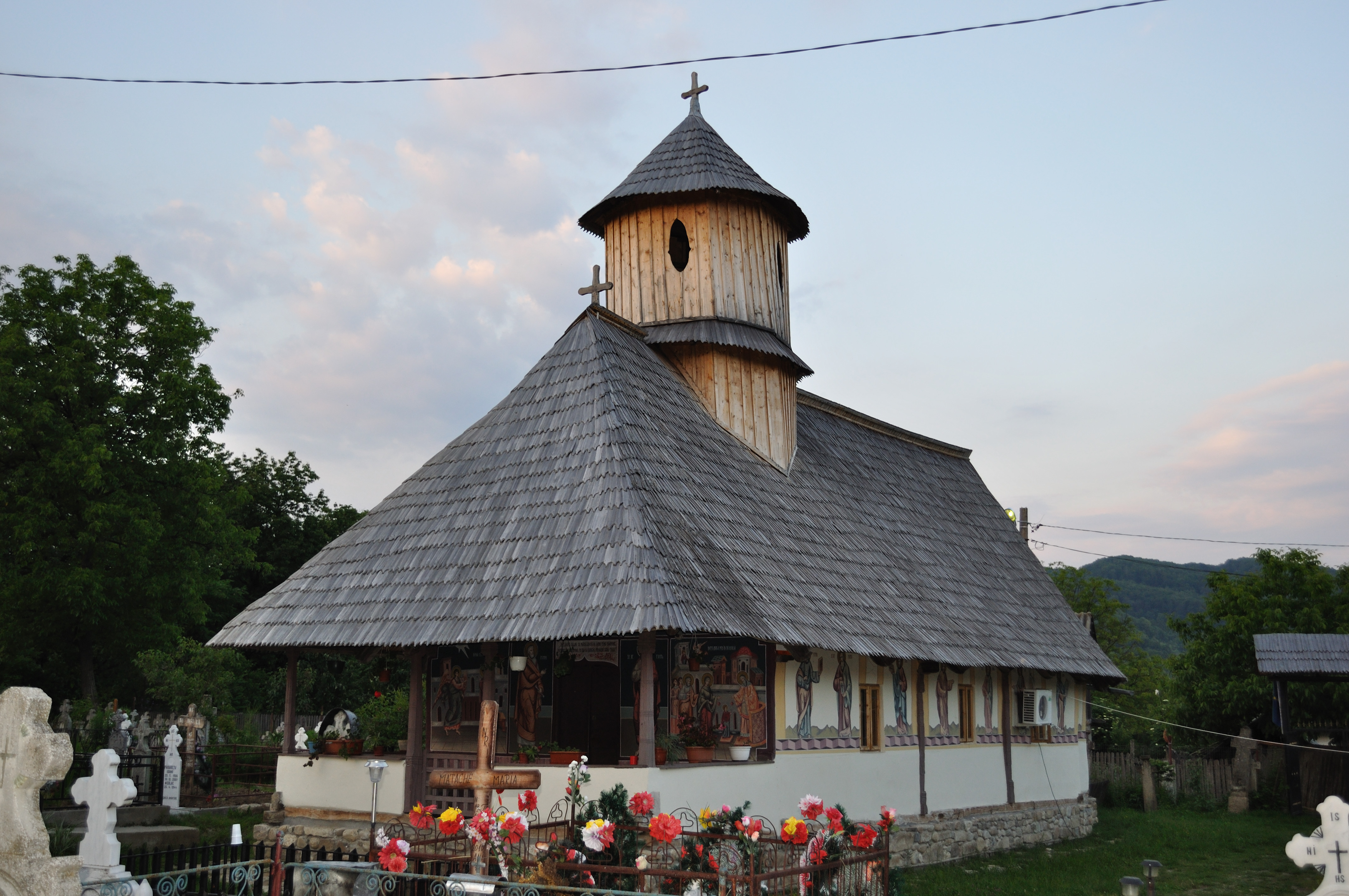
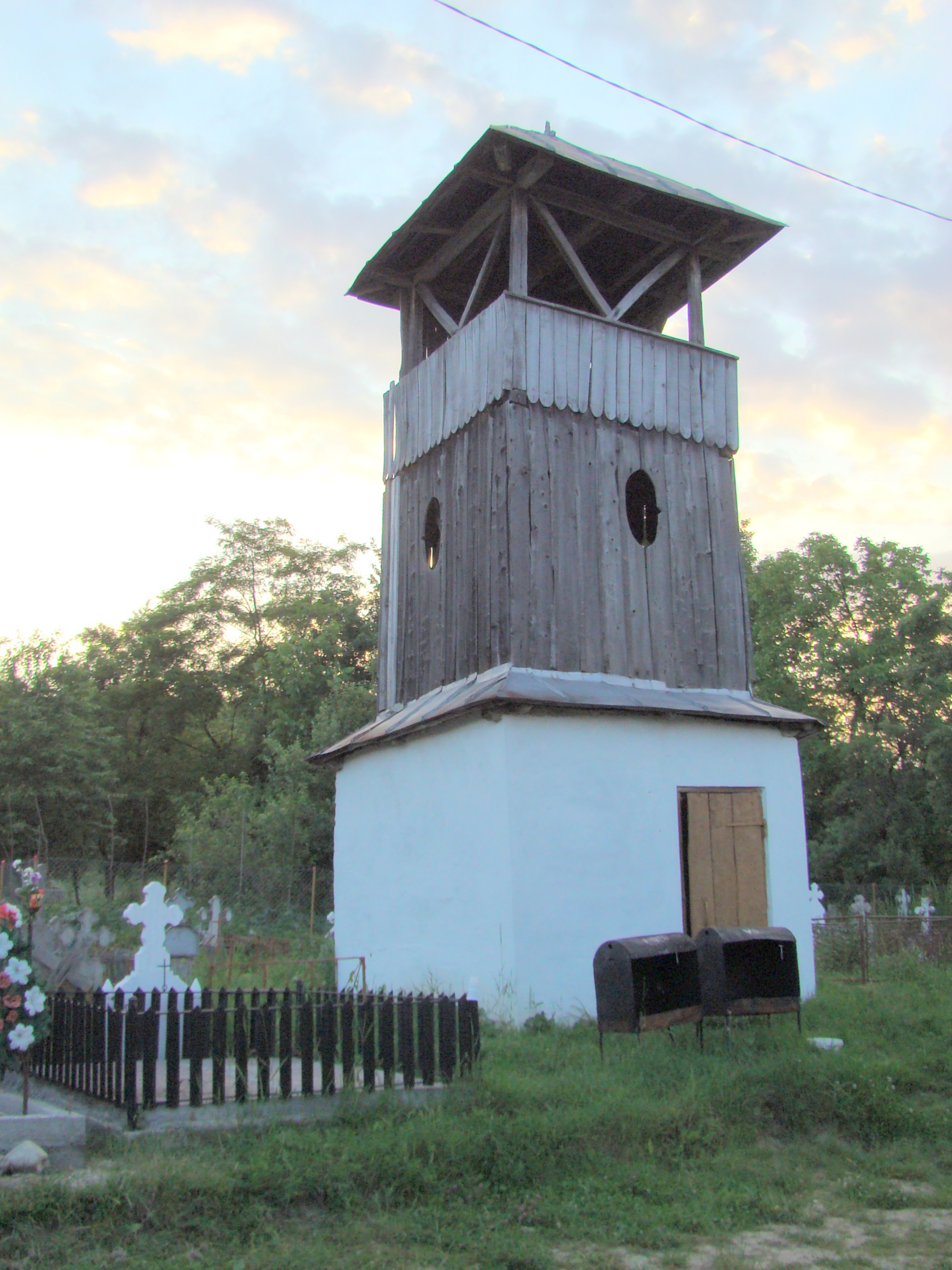
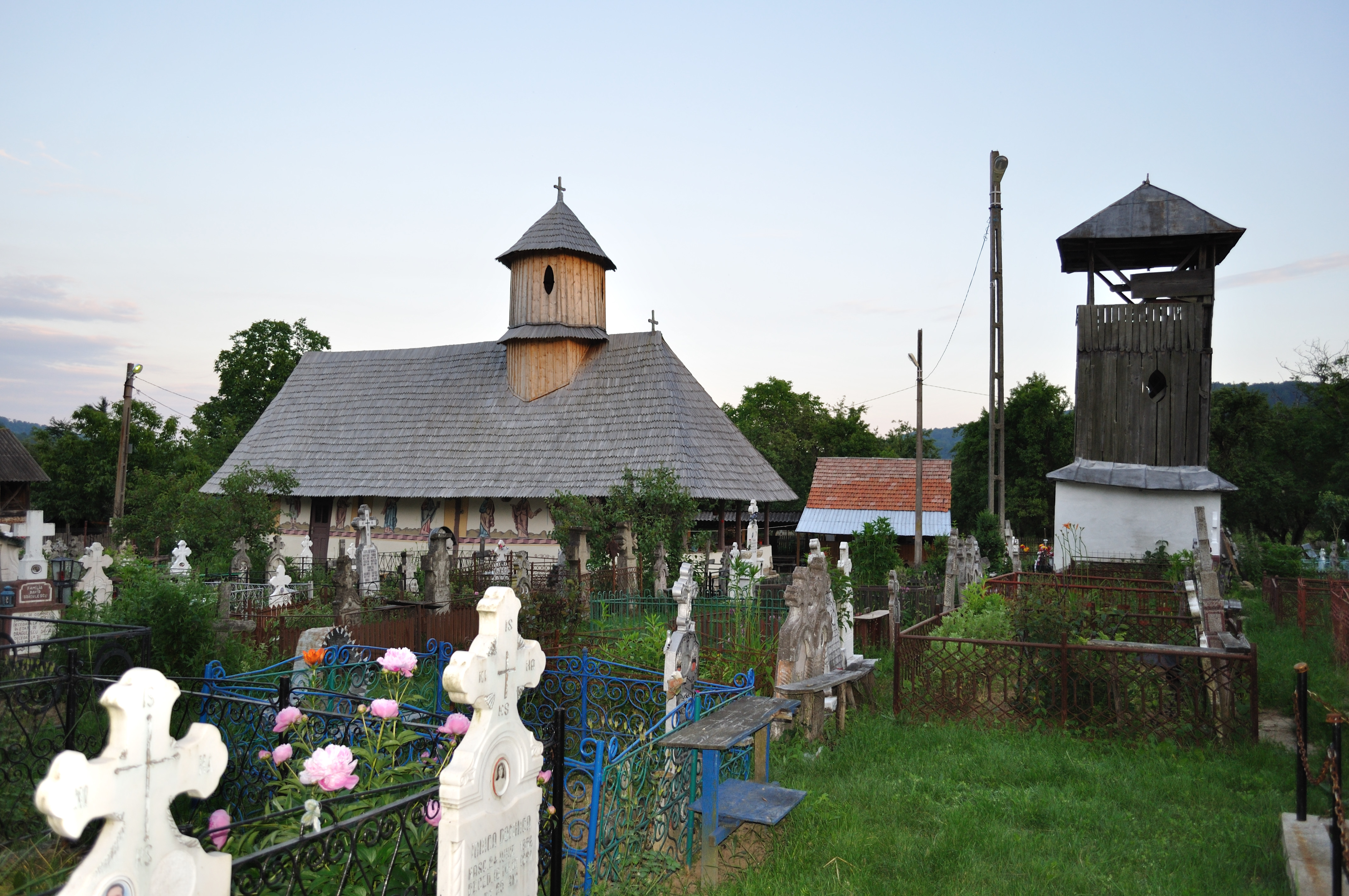
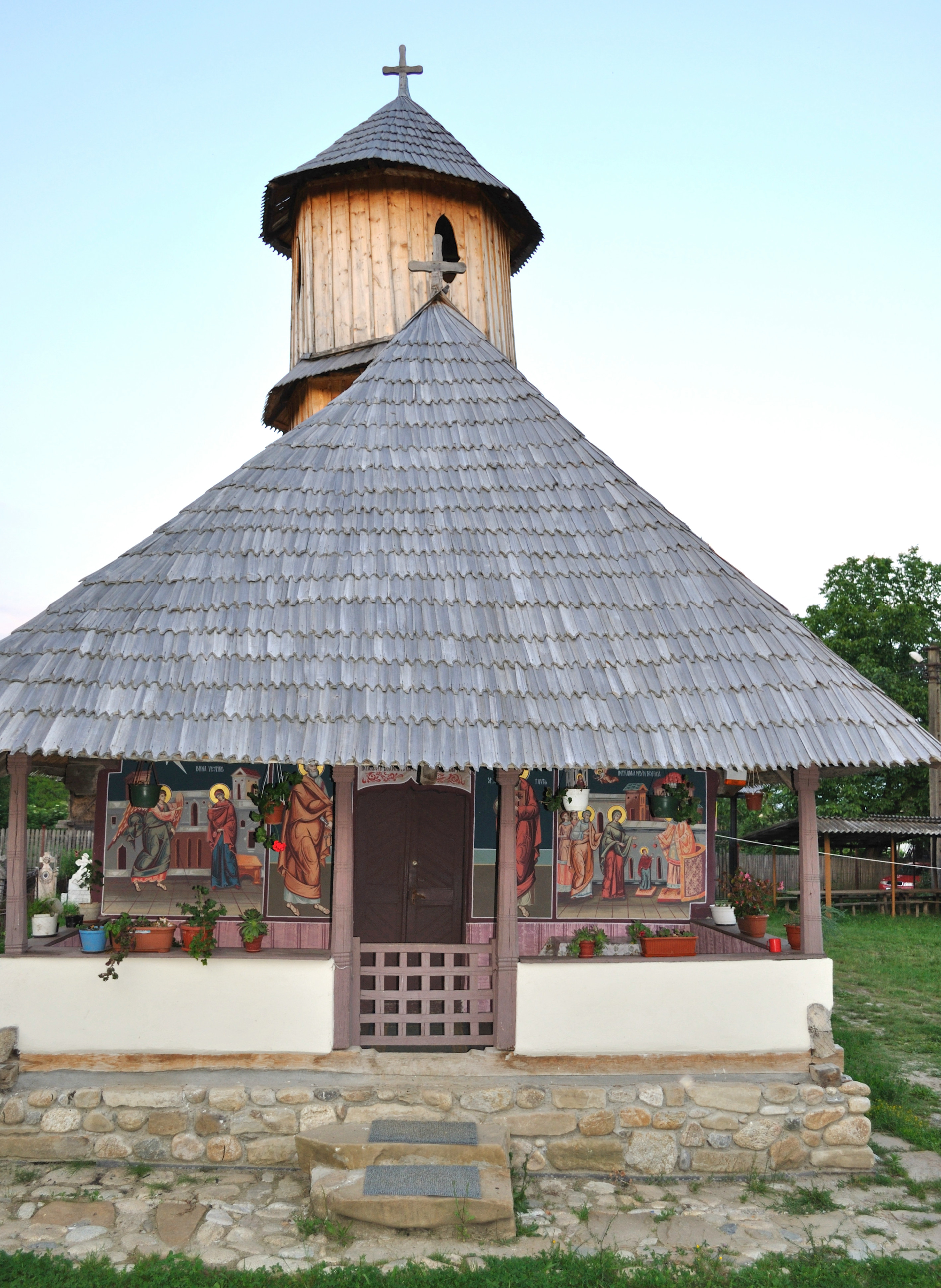
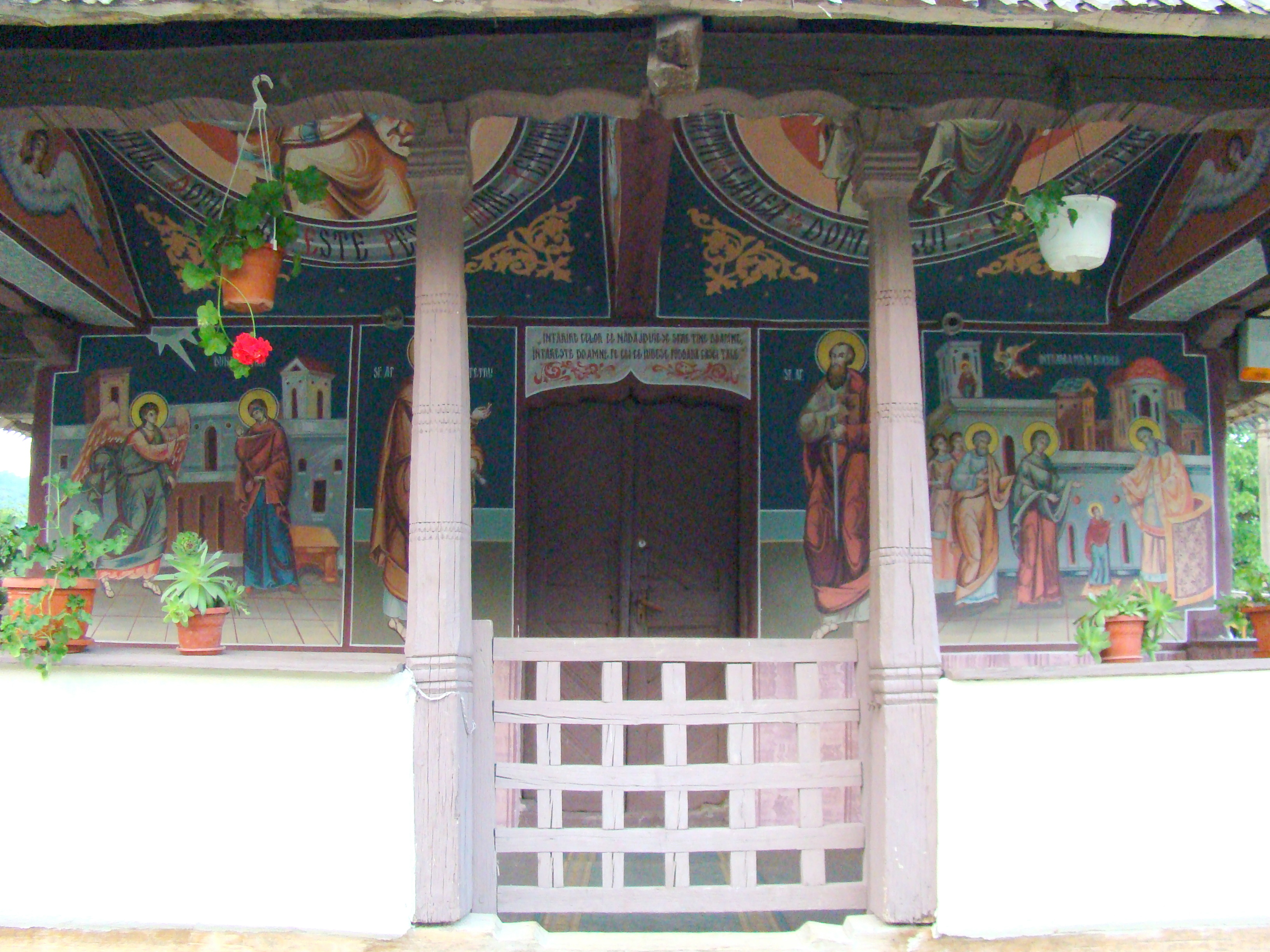
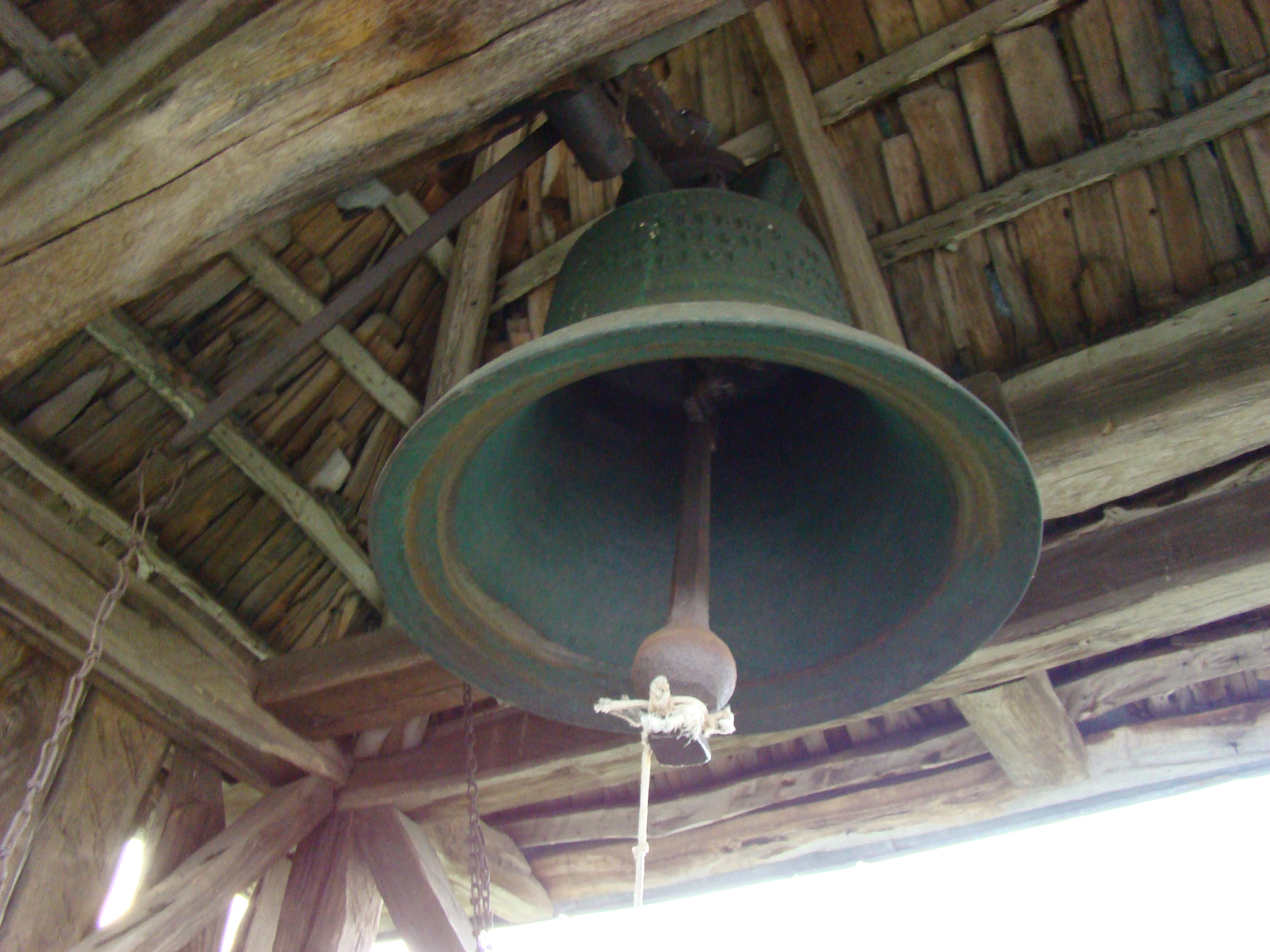
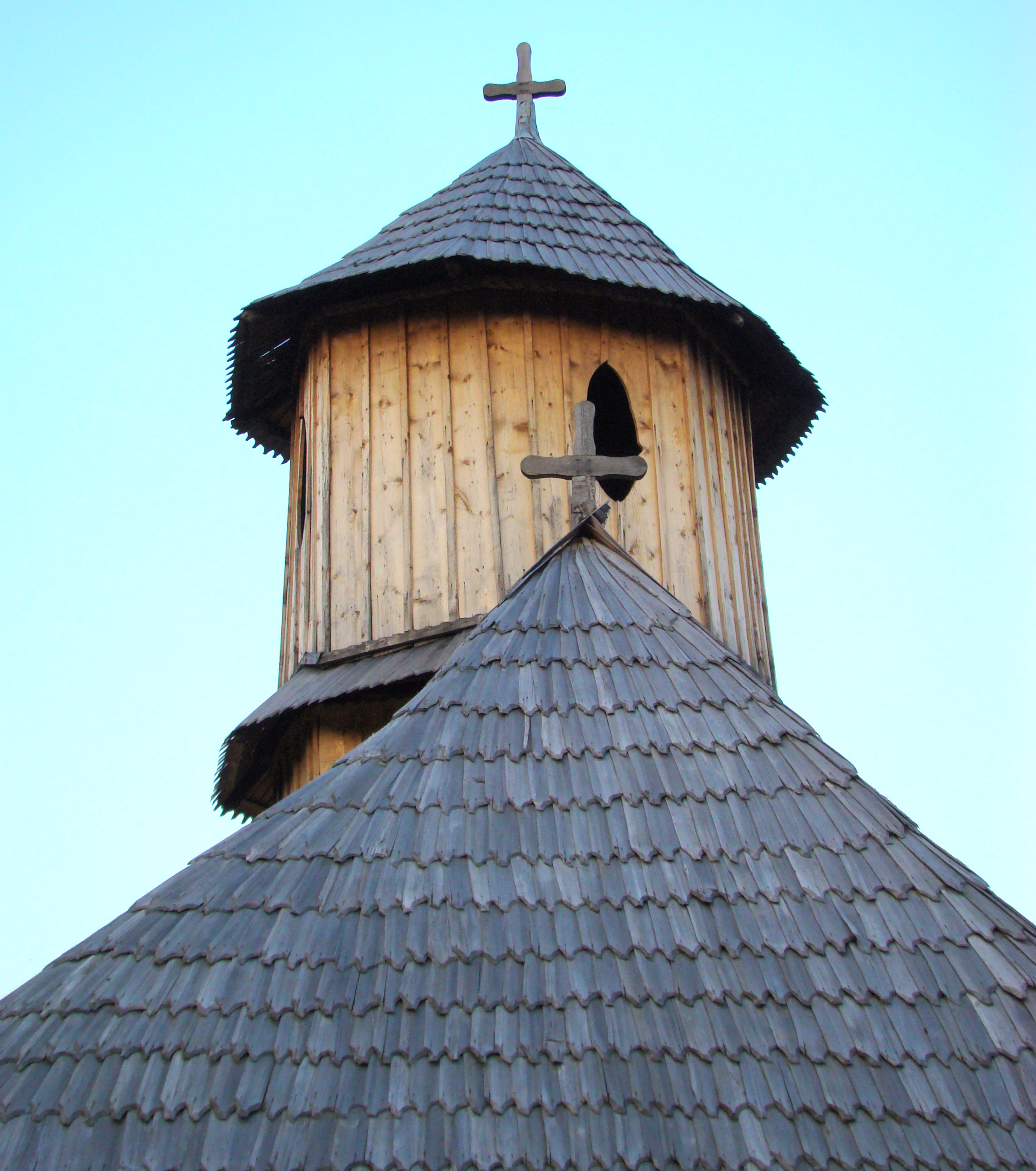
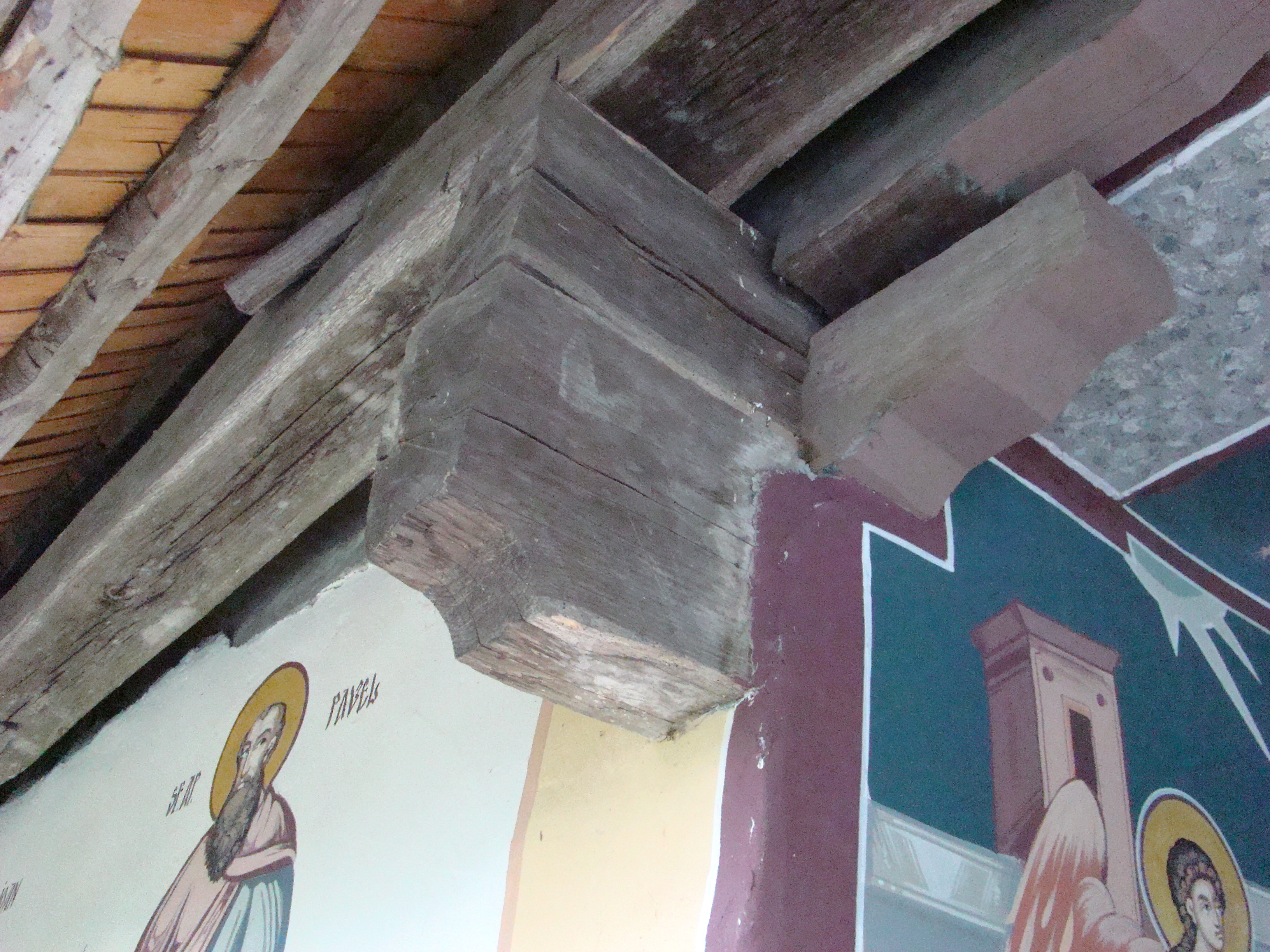
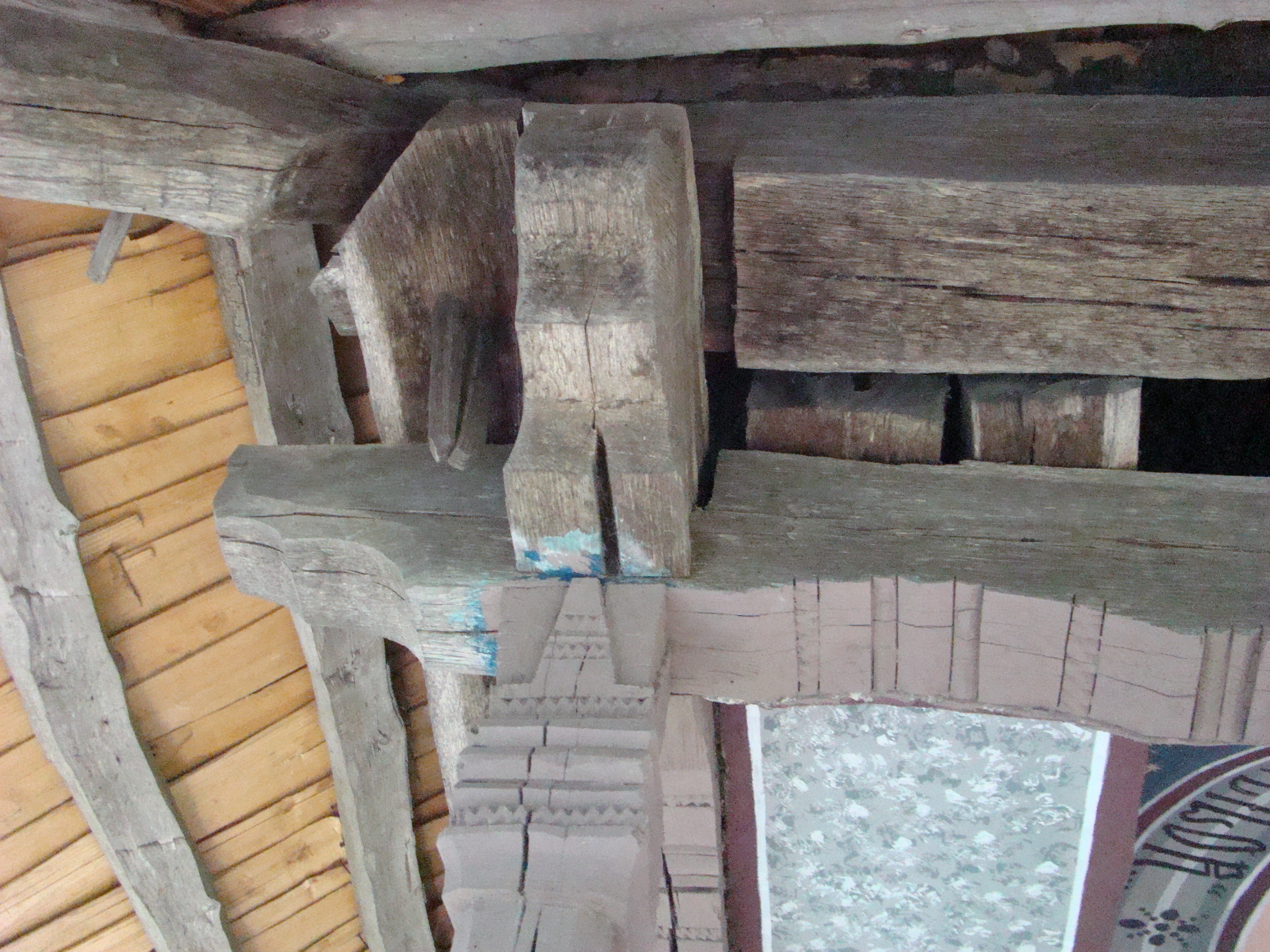
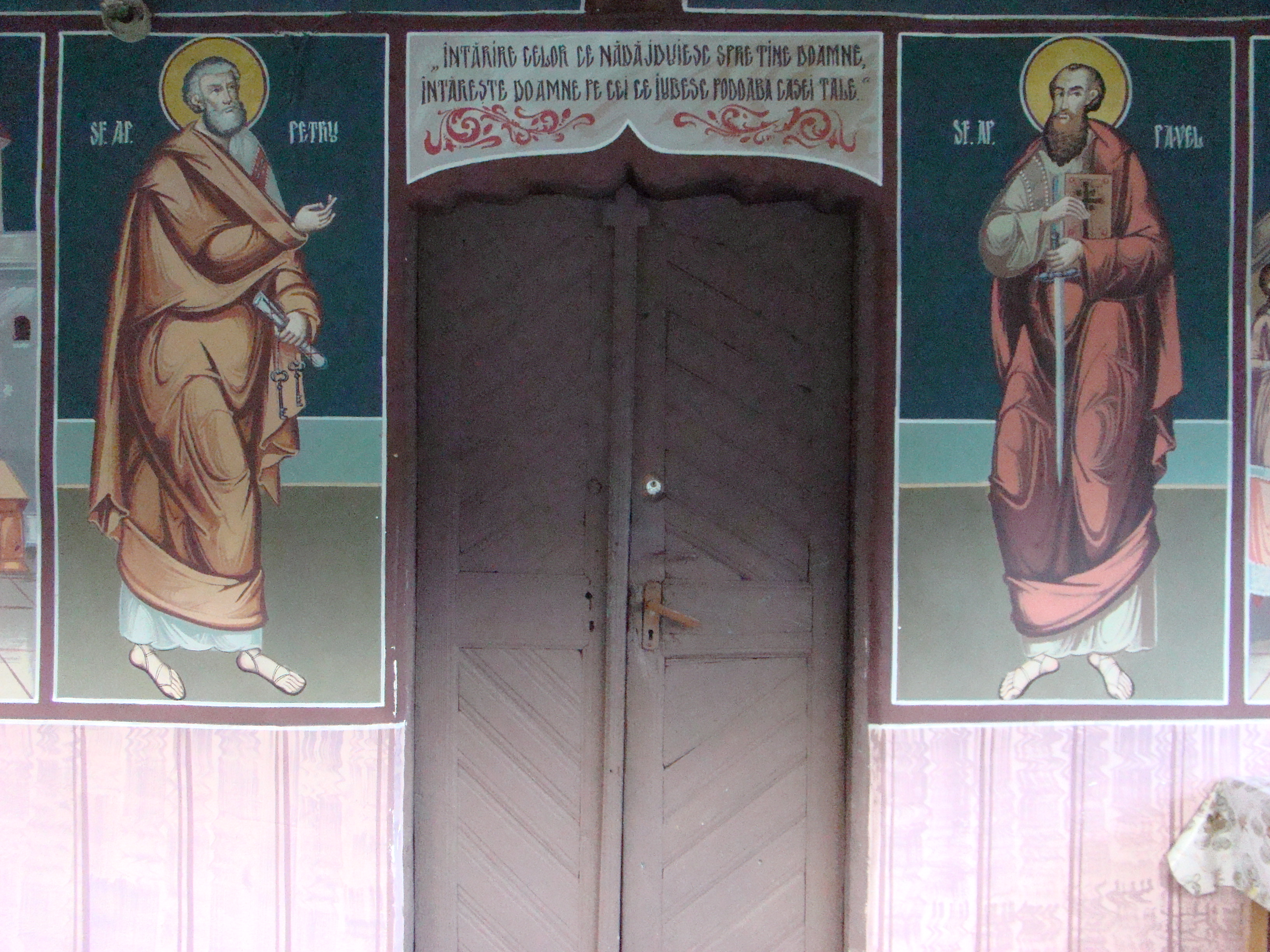